# 소비자금융
소비자금융(消費者金融)은 본래 소비자가 주택·악기·가전제품·자동차 등 고가의 제품을 구입할 때 할부금융회사 혹은 카드회사가 담보 없이 대출을 해주는 신용대출을 의미한다. 할부금융회사 혹은 카드회사는 대금을 판매회사에 먼저 지급하고, 이후 이들 금융기관은 소비자로부터 원금과 수수료를 매달 혹은 분기별로 나누어 받는다. 정부에서는 경기가 하락했을 때 경기부양책의 하나로 이 제도를 확대하기도 한다. 1920년대 미국에서 자동차 등의 내구소비재 보급을 시작으로 크게 발달하였다.

## 대부업
소비자금융은 위에 기술한 본래의 의미로는 요즘 별로 사용되지 않으며, 대부업을 뜻하는 말로 정착되었다. 그 이유는 2000년대 들어 일본계 대부업체들이 대한민국 사채 시장에서 급속도로 성장하면서, 일본에서 대부업을 의미하는 '소비자금융'이라는 어휘를 홍보에 많이 사용하고 있기 때문이다.

## 참고 문헌
- 네이버 지식백과 - 소비자금융 [消費者金融, consumer financing] (시사상식사전, 박문각)